# Stărmen
Stărmen (bulgariska: Стърмен) är ett distrikt i Bulgarien.   Det ligger i kommunen Obsjtina Bjala och regionen Ruse, i den centrala delen av landet, 210 km öster om huvudstaden Sofia.